# William Woolsey
William „Bill“ Tripp Woolsey (* 13. September 1934 in Honolulu; † 25. Juni 2022 in Kalifornien) war ein Schwimmer aus den Vereinigten Staaten. Er war Staffelolympiasieger 1952 und Silbermedaillengewinner 1956.

## Karriere
Bei den Olympischen Spielen 1952 in Helsinki qualifizierte sich die US-Staffel mit der hinter den Japanern zweitbesten Zeit für das Finale. Im Staffelfinale traten vier Schwimmer an, die im Vorlauf nicht dabei gewesen waren. Wayne Moore, William Woolsey, Ford Konno und James McLane gewannen die Goldmedaille in 8:31,1 Minuten mit zwei Sekunden Vorsprung vor den Japanern. Woolsey trat auch über 1500 Meter Freistil an, erreichte als 13. aber nicht das Finale.
Vier Jahre später trat Woolsey bei den Olympischen Spielen 1956 in Melbourne in drei Disziplinen an. Über 100 Meter Freistil siegten drei Australier vor drei Schwimmern aus den Vereinigten Staaten, Woolsey belegte den sechsten Platz. Über 400 Meter Freistil erreichte er als Zehnter der Vorläufe nicht das Finale. In der Freistilstaffel qualifizierten sich Richard Hanley, Tim Jecko, Sonny Tanabe und Ford Konno für das Finale. Im Endlauf schwammen Richard Hanley, George Breen, William Woolsey und Ford Konno auf den zweiten Platz mit fast acht Sekunden Rückstand auf die Australier.
William Woolsey schwamm für die Indiana University. Er war zweifacher Collegemeister und gewann vier Titel der Amateur Athletic Union. Bei den Panamerikanischen Spielen 1959 in Chicago gewann Woolsey eine Bronzemedaille über 100 Meter Freistil.